# Marie-Angélique de Bombelles
Marie-Angélique de Bombelles, född 1762, död 1800, var en fransk brevskrivare. 
Hon var dotter till den kungliga guvernanten Marie Angélique de Mackau, och vän med Élisabeth av Frankrike (1764–1794), vars hovfröken hon var före sitt giftermål. Hon gifte sig 1778 med Marc Marie de Bombelles. Hon emigrerade efter den franska revolutionens utbrott 1789. 
Hennes korrespondens med Elisabeth har bevarats och ses som en viktig källa till dennas liv.